# 弗勒里 (罗讷省)
弗勒里（法語：Fleurie，法語發音：[fløʁi]）是法国罗讷省的一个市镇，属于索恩河畔自由城区。

## 地理
弗勒里（46°11'32"N, 4°41'51"E）面积13.94 平方千米，位于法国奥弗涅-罗讷-阿尔卑斯大区罗讷省，该省份为法国中东部省份，北起顺时针与索恩-卢瓦尔省、安省、里昂大都会、伊泽尔省和卢瓦尔省接壤。
与弗勒里接壤的市镇（或旧市镇、城区）包括：维列莫尔贡、罗马内什托兰、希鲁布勒、朗谢。

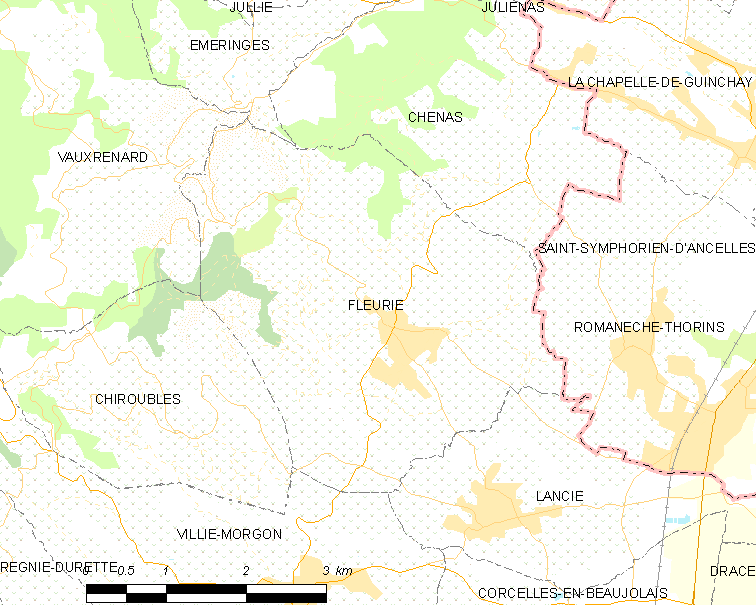
的OSM定位图

弗勒里的时区为UTC+01:00、UTC+02:00（夏令时）。

## 行政
弗勒里的邮政编码为69820，INSEE市镇编码为69084。

## 政治
弗勒里所属的省级选区为博若莱地区贝尔维尔县。

## 人口

1962-2008年间人口变化图示

弗勒里于2022年1月1日时的人口数量为1351人。